# The Voice of Holland
The Voice of Holland (pol. Głos Holandii), znany również jako TVOH – holenderski program telewizyjny typu talent show, stworzony przez Johna de Mol, emitowany na RTL4. Od pierwszej edycji program prowadzą Martijn Krabbé i Wendy van Dijk.
Jednym z ważnych założeń programu jest jakość talentu wokalnego. Czterech trenerów, sami popularni artyści, trenuje młode talenty w swojej grupie i od czasu do czasu występuje z nimi. Talenty wybierane są na przesłuchaniach w ciemno, gdzie trenerzy nie widzą, tylko słuchają uczestnika.
W styczniu 2022 RTL Nederland zawiesił emisję programu ze względu na skandal z molestowaniem seksualnym.

## Format

### Przesłuchania w ciemno
Pierwszym telewizyjnym etapem są przesłuchania w ciemno, podczas których uczestnicy śpiewają przed trenerami. Trenerzy siedzą odwróceni tyłem do uczestników. Trenerzy najpierw oceniają jedynie siłę, czystość, rodzaj i wyjątkowość umiejętności artysty śpiewającego. Jeśli podoba im się to, co usłyszą i chcą mieć daną osobę w swojej drużynie, wtedy naciskają przycisk przy swoim fotelu, który obraca krzesło, co pozwala zobaczyć artystów po raz pierwszy. Jeśli obraca się więcej niż jeden trener, uczestnik może wybrać sobie trenera. Jeśli żaden z trenerów nie odwróci swojego krzesła, uczestnik nie zostaje zakwalifikowany do następnego etapu. Na koniec każdy z trenerów będzie miał pewną liczbę artystów w swoim zespole, którzy przejdą do następnej rundy.

### Bitwy
Drugi etap, „Bitwy”, to miejsce, w którym dwóch uczestników jest prowadzonych, a następnie rozwijanych przez ich trenera. Każdy członek swojej drużyny walczy z innym członkiem ze swojego zespołu. Śpiewają jednocześnie tę samą piosenkę, a ich trener decyduje, kto powinien przejść do następnego etapu.

## Sezony
| Sezon | Początek     | Koniec      | 1. miejsce                           | 2. miejsce                          | 3. miejsce                        | Jurorzy                                                        | Prowadzący                                           |
| ----- | ------------ | ----------- | ------------------------------------ | ----------------------------------- | --------------------------------- | -------------------------------------------------------------- | ---------------------------------------------------- |
| 1     | 17 IX 2010   | 21 I 2011   | Ben Saunders (Van Velzen)            | Pearl Jozefzoon (Nick & Simon)      | Kim de Boer (Angela Groothuizen)  | Jeroen van der Boom Angela Groothuizen Nick & Simon Van Velzen | Martijn Krabbé Wendy van Dijk Winston Gerschtanowitz |
| 2     | 23 IX 2011   | 20 I 2012   | Iris Kroes (Marco Borsato)           | Chris Hordijk (Nick & Simon)        | Erwin Nyhoff (Angela Groothuizen) | Marco Borsato Angela Groothuizen Nick & Simon Van Velzen       | Martijn Krabbé Wendy van Dijk Winston Gerschtanowitz |
| 3     | 24 VIII 2012 | 14 XII 2012 | Leona Philippo (Trijntje Oosterhuis) | Johannes Rypma (Nick & Simon)       | Floortje Smit (Van Velzen)        | Marco Borsato Trijntje Oosterhuis Nick & Simon Van Velzen      | Martijn Krabbé Wendy van Dijk Winston Gerschtanowitz |
| 4     | 30 VIII 2013 | 21 XII 2013 | Julia van der Toorn (Marco Borsato)  | Mitchell Brunings (Ilse DeLange)    | Gerrie Dantuma (Marco Borsato)    | Marco Borsato Trijntje Oosterhuis Ilse DeLange Ali B           | Martijn Krabbé Wendy van Dijk Winston Gerschtanowitz |
| 5     | 29 VIII 2014 | 19 XII 2014 | O'G3NE (Marco Borsato)               | Sjors van der Panne (Marco Borsato) | Guus Mulder (Ali B)               | Marco Borsato Trijntje Oosterhuis Ilse DeLange Ali B           | Martijn Krabbé Wendy van Dijk Jamai Loman            |
| 6     | 25 IX 2015   | 29 I 2016   | Maan de Steenwinkel (Marco Borsato)  | Dave Vermeulen (Sanne Hans)         | Brace (Ali B)                     | Marco Borsato Anouk Sanne Hans Ali B                           | Martijn Krabbé Wendy van Dijk Jamai Loman            |
| 7     | 21 X 2016    | 17 II 2017  | Pleun Bierbooms (Waylon)             | Isabel Provoost (Sanne Hans)        | Vinchenzo Tahapary (Ali B)        | Guus Meeuwis Waylon Sanne Hans Ali B                           | Martijn Krabbé Wendy van Dijk Jamai Loman            |
| 8     | 20 X 2017    | 16 II 2018  | Jim van der Zee (Anouk)              | Samantha Steenwijk (Sanne Hans)     | Nienke Wijnhoven (Anouk)          | Waylon Anouk Sanne Hans Ali B                                  | Martijn Krabbé Wendy van Dijk Jamai Loman            |
| 9     | 2 XI 2018    | 22 II 2019  | Dennis Van Aarssen (Waylon)          | Navarone (Anouk)                    | Patricia van Haastrecht (Waylon)  | Waylon Anouk Ali B Lil' Kleine                                 | Martijn Krabbé Wendy van Dijk Jamai Loman            |
| 10    | 8 XI 2019    | 28 II 2020  | Sophia Kruithof (Anouk)              | Stef Classens (Waylon)              | Emma Boertien (Waylon)            | Waylon Anouk Ali B Lil' Kleine                                 | Martjin Krabbé Chantal Janzen                        |
| 11    | 20 XI 2020   | 26 III 2021 | Dani van Velthoven (Anouk)           | Sem Rozendaal (Waylon)              | Nienke Fitters (Ali B)            | Waylon Anouk Ali B Jan Smit                                    | Martjin Krabbé Chantal Janzen                        |